# Spius Creek
Der Spius Creek ist ein 45 km langer linker Nebenfluss des Nicola River im Süden der kanadischen Provinz British Columbia.

## Flusslauf
Der Spius Creek hat seinen Ursprung in einem Bergsee auf einer Höhe von 1500 m in der Nördlichen Kaskadenkette, 10 km östlich von dem im Fraser Canyon gelegenen Ort Boston Bar. Der Spius Creek fließt anfangs 15 km in östlicher Richtung und wendet sich anschließend in Richtung Nordnordost. Größere Nebenflüsse sind Maka Creek von rechts sowie Prospect Creek von links. Der Spius Creek mündet schließlich 17 km westlich von Merritt in den Nicola River.

## Hydrologie
Der Fluss entwässert ein Areal von 775 km². Der mittlere Abfluss an der Mündung beträgt 10,1 m³/s. Der Fluss führt gewöhnlich während des Frühjahrshochwassers in den Monaten Mai und Juni die größten Wassermengen.